# Brad Hunt
Bradley Shawn "Brad" Hunt, född 24 augusti 1988 i Maple Ridge, British Columbia  är en kanadensisk professionell ishockeyspelare som spelar för Minnesota Wild i NHL.
Han har tidigare spelat på NHL-nivå för Vegas Golden Knights och Edmonton Oilers och på lägre nivåer för Chicago Wolves, Bakersfield Condors och Oklahoma City Barons i AHL och Bemidji State University i NCAA.
Hunt blev aldrig draftad av något lag.